# Naknek

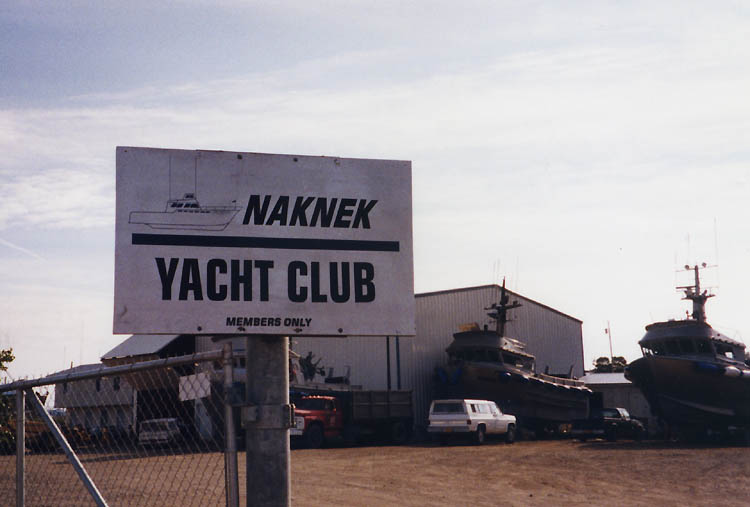
De Naknek Yacht Club

Naknek is een plaats (census-designated place) in de Amerikaanse staat Alaska, en valt bestuurlijk gezien onder Bristol Bay Borough.

## Demografie
Bij de volkstelling in 2000 werd het aantal inwoners vastgesteld op 678.

## Geografie
Volgens het United States Census Bureau beslaat de plaats een oppervlakte van
219,8 km², waarvan 218,0 km² land en 1,8 km² water.

## Plaatsen in de nabije omgeving
De onderstaande figuur toont nabijgelegen plaatsen in een straal van 64 km rond Naknek.